# Gemba

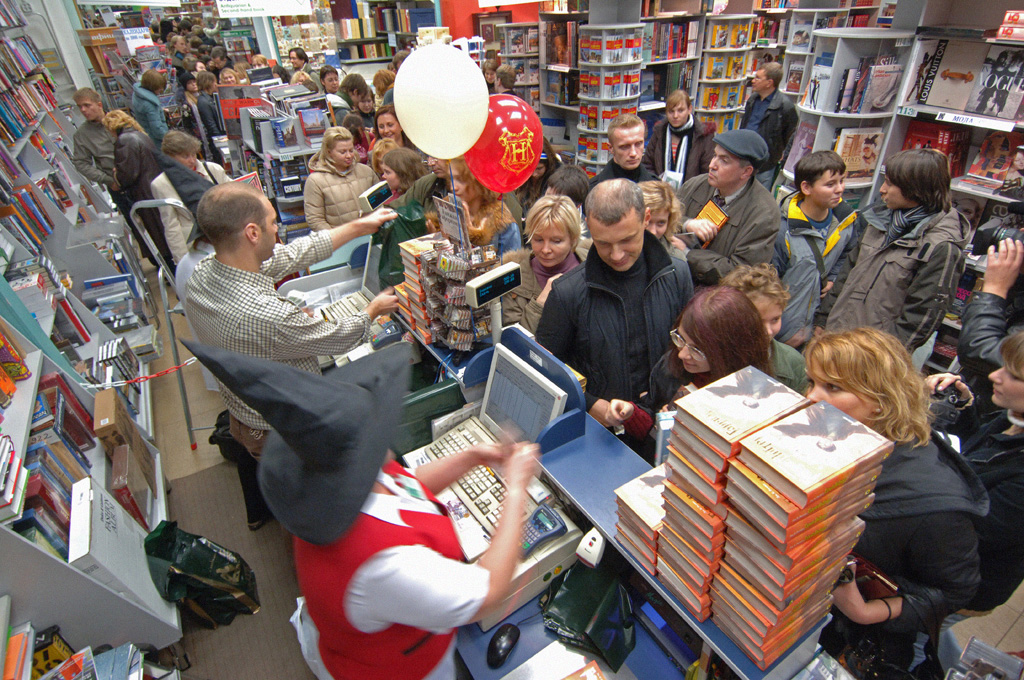
Gemba w punkcie sprzedaży detalicznej

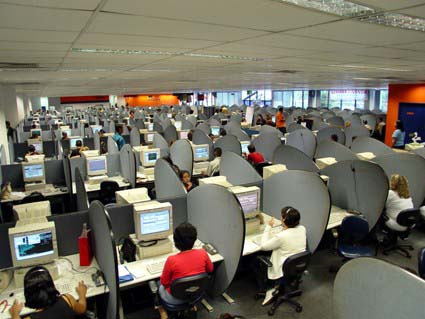
Gemba w call center

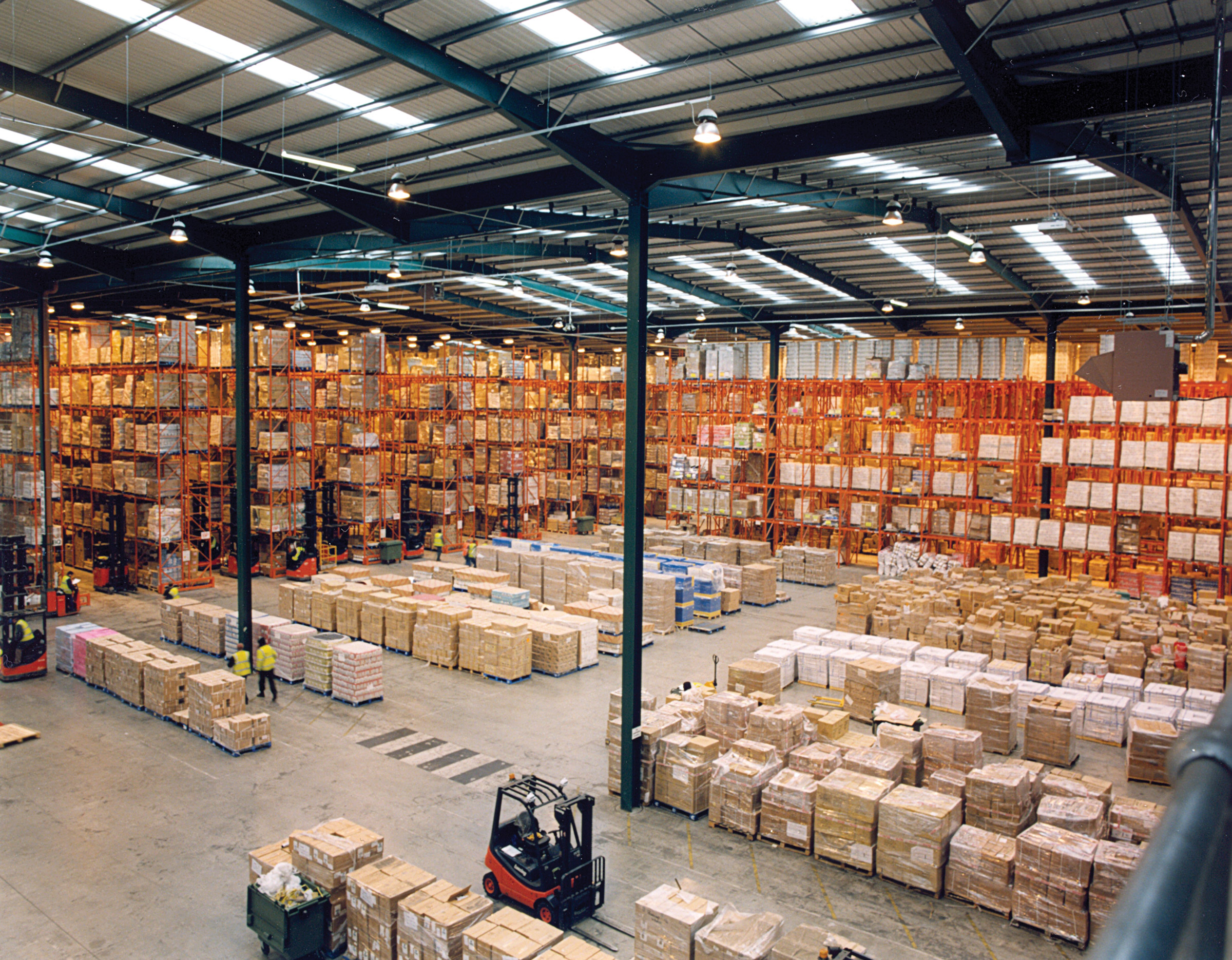
Gemba w magazynie

Gemba lub genba (jap. 現場 „miejsce zdarzenia”, „miejsce wykonywania rzeczywistej pracy”) –  japońskie słowo  stosowane w Systemie Produkcyjnym Toyoty i w lean management dla określenia miejsca, w którym wykonywane są czynności dodające wartość. 

## Opis
Dla procesów produkcyjnych gemba to hala produkcyjna, dla procesów składowania, załadunku i rozładunku towarów – magazyn. W firmach budowlanych gemba to najczęściej teren budowy, a w usługowych – obszar, w którym jest wytwarzana (świadczona) usługa i ma miejsce kontakt z klientem.
Słowo gemba jest również używane w szerszym znaczeniu jako określenie miejsca pracy. 
Zgodnie z jedną z zasad Toyoty, genchi genbutsu, pierwszym krokiem w procesie rozwiązywania problemów powinna być wizyta w gemba, co pozwala na uchwycenie rzeczywistej sytuacji i zdobycie wiedzy pochodzącej z bezpośredniego doświadczenia. Najlepsze pomysły na usprawnienia i oszczędności są często wynikiem uważnej obserwacji procesów w gemba, a także rozmów z pracownikami wykonującymi daną pracę. Tutaj również powinny być konsultowane, testowane i weryfikowane nowe pomysły.
Duże znaczenie w kulturze organizacji działającej zgodnie z zasadami lean management odgrywa tzw. gemba walking czyli obecność menedżerów na stanowiskach pracy swoich podwładnych. Pozwala im to m.in. identyfikować i eliminować marnotrawstwo, lepiej poznać procesy w firmie, uczestniczyć w działaniach ciągłego doskonalenia, monitorować przestrzeganie zasad BHP, a także budować relacje i motywować pracowników. Gemba walking jest również narzędziem coachingu i mentoringu – jednym z najważniejszych i najskuteczniejszych technik uczenia się zasad szczupłego zarządzania opartego na relacjach mistrz (jap. sensei) – uczeń.